# Robert de Coucy
Robert de Coucy,  né à une date inconnue et mort le 12 novembre 1311, est un architecte champenois. Son œuvre principale est la cathédrale Notre-Dame de Reims, même si le rôle qu'il y a joué a été significativement réduit par l'historiographie depuis le XIXe siècle.

## Biographie
Un nécrologe de l'abbaye Saint-Denis, aujourd'hui musée des beaux-arts, précise la date de sa mort au 12 novembre 1311.

Sa pierre tombale est placée dans ce qui était avant la révolution française l'Abbaye Saint-Denis de Reims (aujourd'hui musée des beaux-arts). Y est indiqué :

« Cy gist Robert de Coucy, maistre de Nostre Dame et de Saint Nicaise, qui trespassa lan 1311. »

## Œuvre

### La cathédrale de Reims

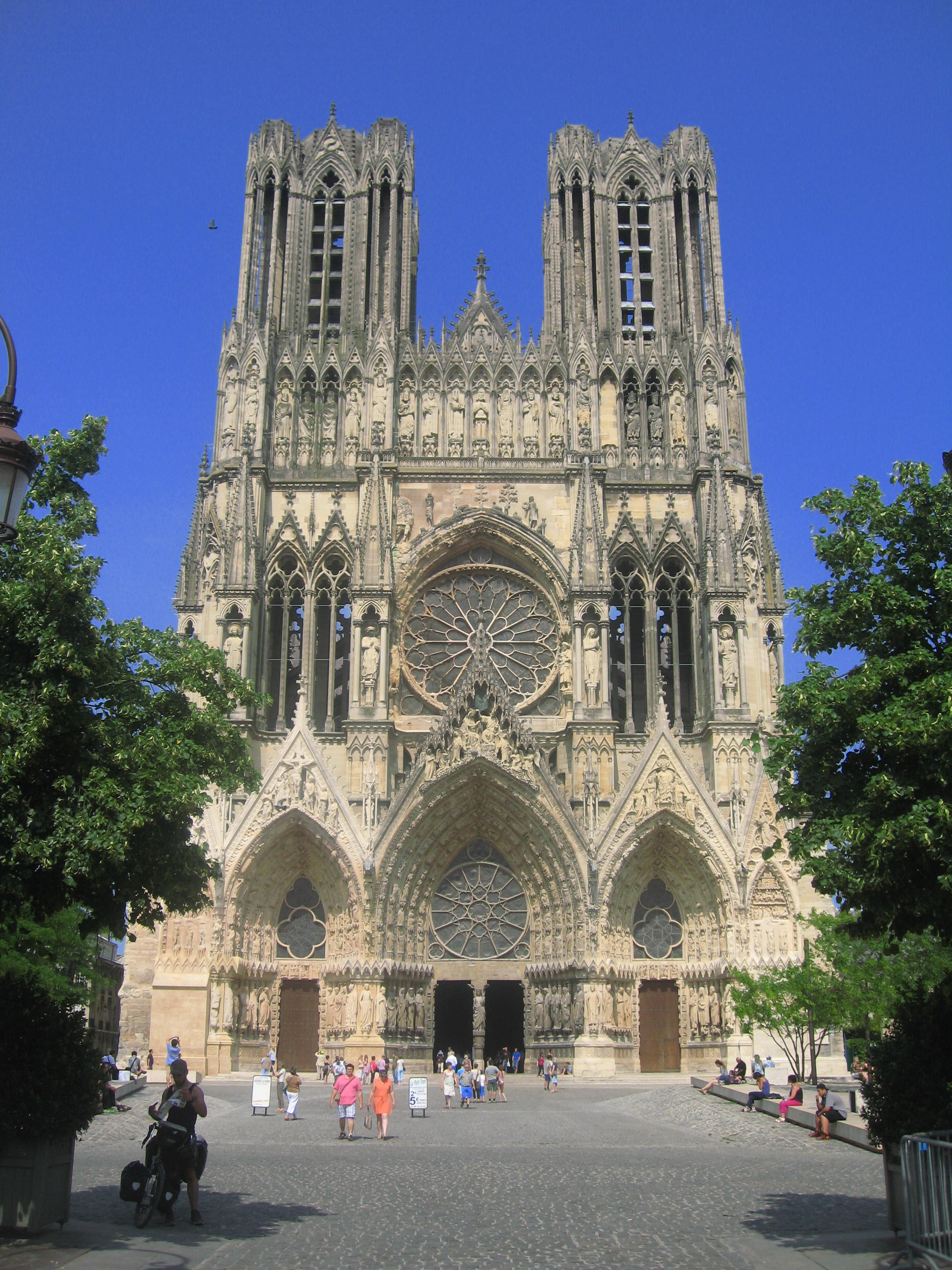
Façade occidentale de la cathédrale Notre-Dame de Reims, réalisée par Robert de Coucy.

Longtemps la croyance est demeurée que Robert de Coucy avait été le premier et principal concepteur de la cathédrale Notre-Dame de Reims, croyance présente notamment chez Eugène Viollet-le-Duc : « l’œuvre fut confiée à un homme dont le nom nous est resté, Robert de Coucy [... qui] n’en était pas à son coup d’essai lorsqu’il commença l’œuvre en 1212 ». En réalité, la date attestée de sa mort étant postérieure de près d'un siècle à la pose de la première pierre, il faut renoncer à cette hypothèse ; cette contradiction est relevée par Louis Paris dès 1885. Malheureusement elle est parfois encore répandue dans des ouvrages du XXIe siècle.
Les analyses du XXe siècle tendent plutôt à montrer que Robert de Coucy a travaillé à la cathédrale entre 1290 et sa mort. Selon Louis Demaison, Robert de Coucy a « usurpé trop longtemps sa réputation », ce que conteste Élie Lambert, qui attribue à Coucy la conception et la réalisation de la façade de la cathédrale, ainsi que les premières travées de la nef et le labyrinthe. Ainsi, les recherches modernes montrent que les architectes qui se sont succédé sur le chantier de la cathédrale sont Jean d’Orbais (1211-1231), Jean le Loup (1231-1247), Gaucher de Reims (1247-1255), Bernard de Soissons (1255-1290) et Robert de Coucy.

### Autres œuvres
Selon certaines sources, Robert de Coucy aurait œuvré après 1263 à la construction de l'abbaye Saint-Nicaise de Reims (aujourd'hui détruite), prenant sur ce chantier la suite d'Hugues Libergier, en 1263 ou 1267.
L'opinion d'Élie Lambert est que Robert de Coucy a également travaillé à l'édification de l'abbaye augustinienne Saint-Denis, aujourd'hui transformée en musée des beaux-arts de Reims,.

### Hommages
La rue longeant au nord la cathédrale porte son nom en remplacement de la rue qui portait déjà son nom au XVIIIe siècle et qui fut absorbée par la Rue du Temple (Reims).

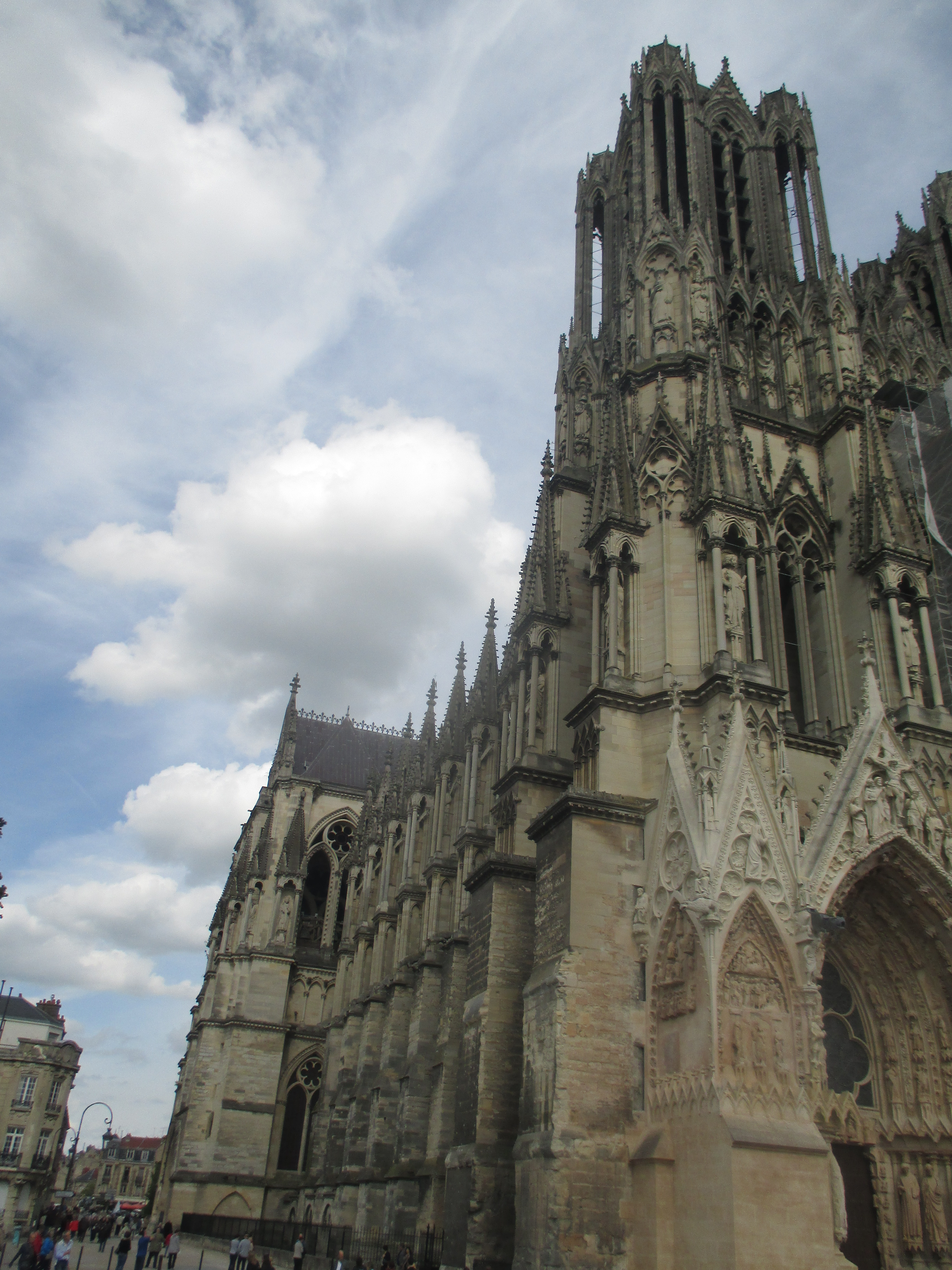
Rue Robert-de-Coucy.